# چیرو سیرینیانو
چیرو سیرینیانو (انگلیسی: Ciro Sirignano؛ زادهٔ ۱ اکتبر ۱۹۸۵) بازیکن فوتبال اهل ایتالیا است.
از باشگاه‌هایی که در آن بازی کرده‌است می‌توان به باشگاه فوتبال آولینو و باشگاه فوتبال بوتو پلوودیو اشاره کرد.